# Arroyo de Curtidores
El Arroyo de Curtidores se trata de un arroyo del casco urbano de Jerez de la Frontera. A día de hoy se encuentra soterrado por unas obras realizadas en el siglo XVI.

## Nacimiento y desembocadura
Se trata de un arroyo que nacía bajo la actual Basílica del Carmen y que fluía bajo las actuales calle Castellanos, plaza Peones, calle Curtidores, calle Barranco, plaza del Arroyo, calle Calzada del Arroyo, calle Ermita de Guía, calle Pasaje Cristo del Perdón y desembocaba en las playas de San Telmo.

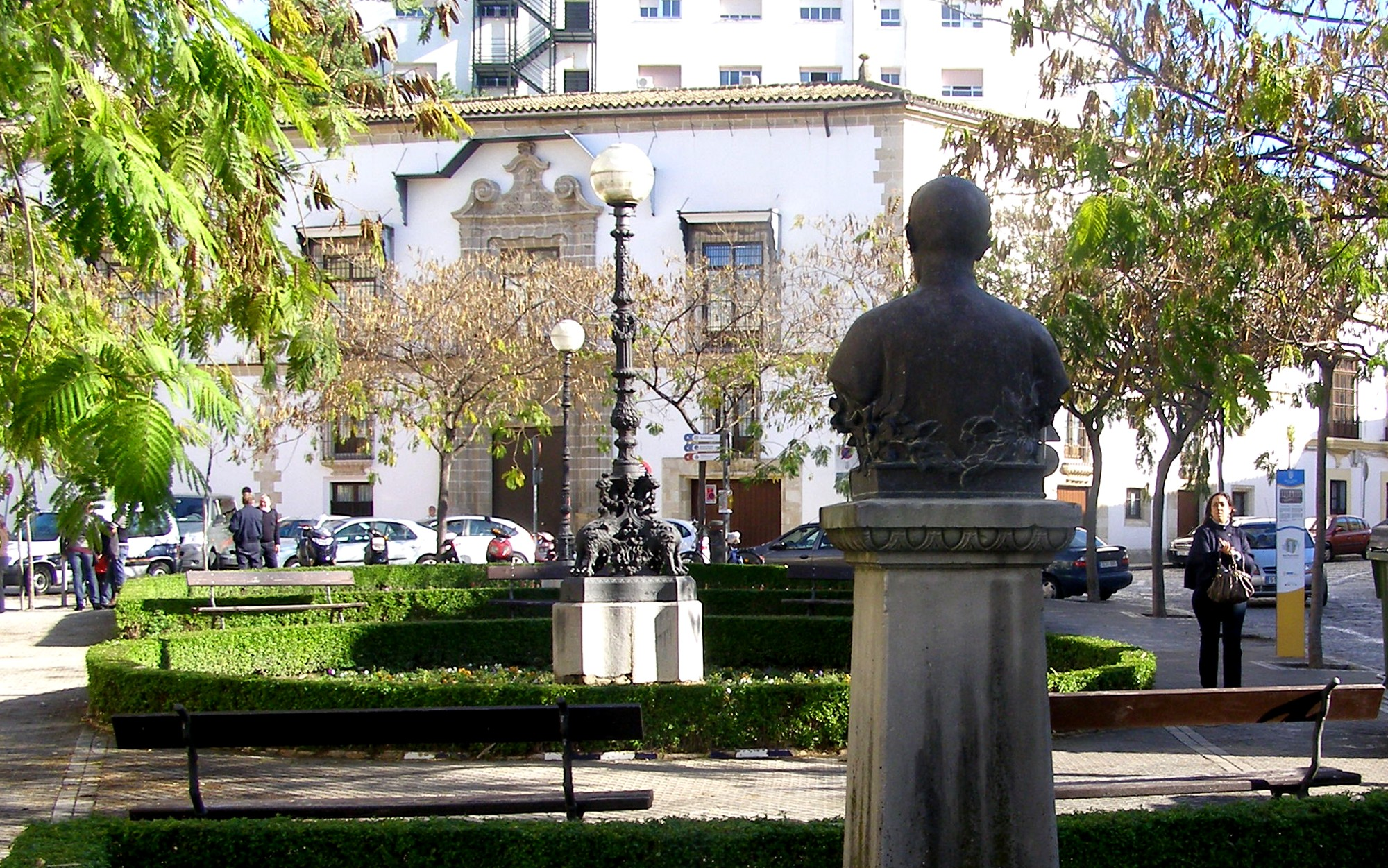
Plaza del Arroyo, donde se encontraba el pequeño lago.

## Historia
Como se ha mencionado anteriormente, nacía en la plaza del Carmen, y fluía hasta la plaza del Arroyo, donde el mismo se estancaba en un pequeño lago, que circulaba posteriormente hacia la Ermita de Guía donde prácticamente desembocaba.
Dado que el gremio de los curtidores se encontraba en las inmediaciones del arroyo, en el eran arrojados los desechos y desperdicios de sus propias labores, lo que en el estancamiento procucido en la actual plaza del Arroyo provocaba mal olor y convirtió al lugar en una zona muy insalubre en la ciudad. En el año 1598 se procedió a la soterración del mismo hasta el día de hoy, donde circula bajo la ciudad, llegando también hasta la Ermita de Guía. Dado a la desaparición de las playas de San Telmo el arroyo a día de hoy es lógico que desemboque en alguno de los arroyos que dan al río Guadalete.